# Arbutus tessellata
Arbutus tessellata est une espèce d'arbustes de la famille des éricacées. Elle est répandue dans une grande partie du nord et du centre du Mexique, du Chihuahua au Jalisco, dans le Tlaxcala et le Veracruz,. On la trouve dans une variété d'habitats, notamment le chaparral côtier et les broussailles et forêts mixtes à feuillage persistant. Son taux de germination des graines est relativement faible, ce qui explique en partie sa présence en populations dispersées. Les arbres produisent des baies rouges et leur écorce s'écaille.